# Roseville (Californie)
Pour les articles homonymes, voir Roseville.
Roseville est une municipalité américaine du comté de Placer en Californie.
Elle est située dans l'aire métropolitaine de Sacramento et compte 106 266 habitants (2007) sur une surface de 79,0 km2.
L'interstate 80 traverse la ville et Amtrak assure des liaisons nationales à partir de Roseville.
L'économie de la ville est basée sur le commerce et les services (Westfield Galleria at Roseville) et les principaux employeurs sont : Hewlett-Packard, Kaiser Permanente et l'Union Pacific.

## Personnalités liées à la ville

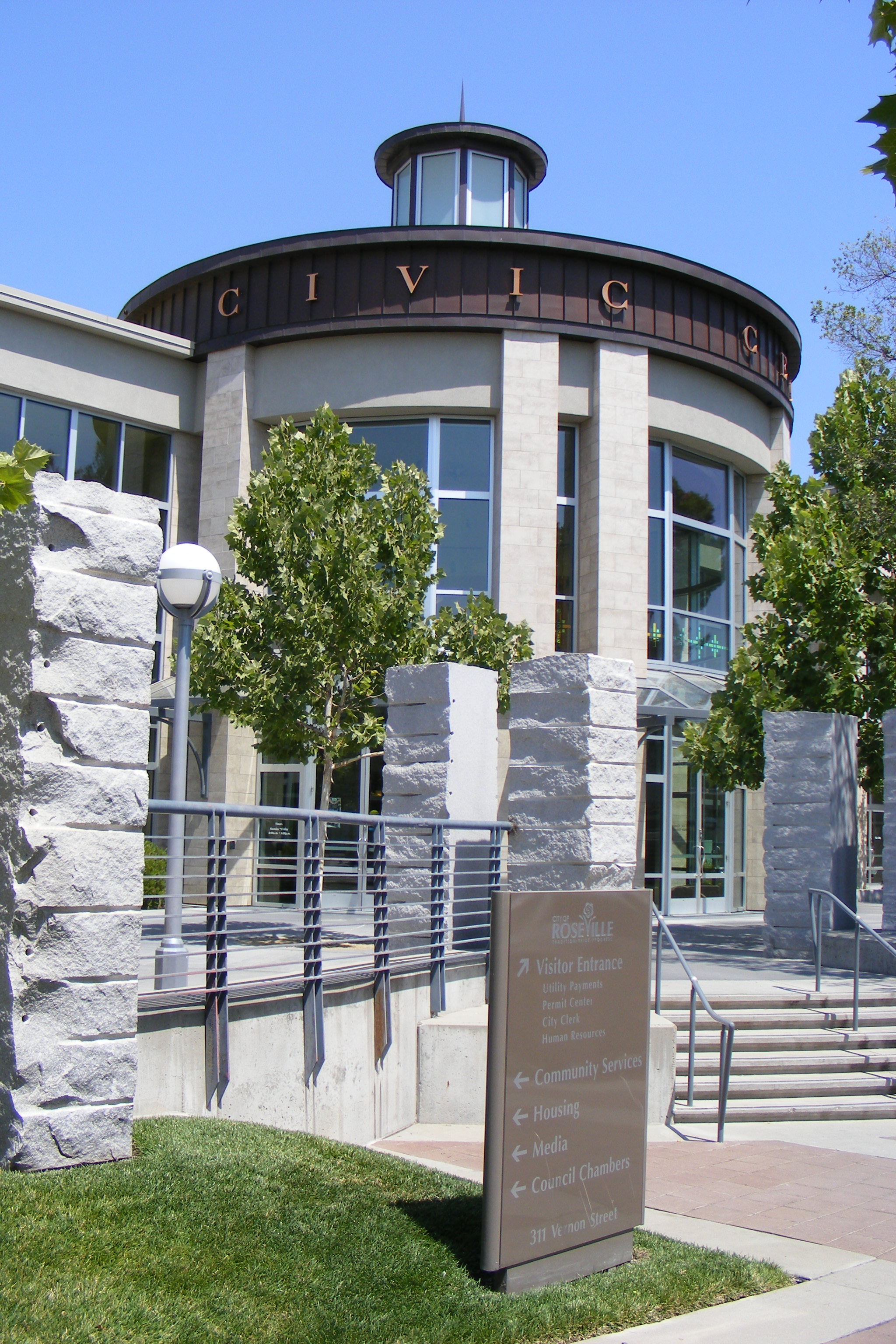
Mairie de Roseville

- Dmitri Toursounov, joueur de tennis, vit à Roseville ;
- Harold T. Johnson, homme politique, a été maire de Roseville ;
- Molly Ringwald, actrice américaine, est né à Roseville.
- John Ensign, homme politique, est né à Roseville.
- Jack Vale, célèbre comédien américain.
- Summer Sanders (1972-), championne olympique de natation et animatrice de télévision.
- Neilson Powless (1996-), coureur cycliste, né à Roseville.

## Démographie
| 1870 | 1880 | 1890 | 1910  | 1920  | 1930  |
| ---- | ---- | ---- | ----- | ----- | ----- |
| 115  | 258  | 345  | 2 608 | 4 477 | 6 425 |

| 1940  | 1950  | 1960   | 1970   | 1980   | 1990   |
| ----- | ----- | ------ | ------ | ------ | ------ |
| 6 653 | 8 723 | 13 421 | 18 221 | 24 347 | 44 685 |

| 2000   | 2010    | - | - | - | - |
| ------ | ------- | - | - | - | - |
| 79 921 | 118 788 | - | - | - | - |